# Burgtal (Solingen)
Burgtal, auch Neuenhammer / -hämmer oder Burgtaler Hämmer genannt, ist eine Ortslage in der bergischen Großstadt Solingen. 

## Lage und Beschreibung
Burgtal befindet sich abseits der geschlossenen städtischen Bebauung im Solinger Stadtbezirk Burg/Höhscheid. Der Ort liegt im Eschbachtal am Ortsausgang von Unterburg, das zum Stadtteil Burg an der Wupper gehört. Der Ort besteht aus mehreren Gebäuden an der Landesstraße 407, die Burg an der Wupper über Kellershammer mit Remscheid verbindet. Die Straße trägt im Bereich des Ortes auch den Namen Burgtal. Die Burgtalstraße führt im Westen in Serpentinen aus dem Tal nach Oberburg zu Schloss Burg. Östlich befindet sich der Busbahnhof Burger Bahnhof.
Burgtal wird geprägt durch einen großen historischen Fabrikkomplex aus der Mitte des 19. Jahrhunderts, der heute als Eventlocation Alte Schlossfabrik betrieben wird. Die alte Fabrik am Ufer des Eschbach mit der amtlichen Adresse Burgtal 8 steht unter Denkmalschutz. Die Fabrik ist von bewaldeten Steilhängen und Wäldern umgeben, die durch Wanderwege erschlossen sind. Von Süden her mündet in Burgtal der Sellscheider Bach in den Eschbach.
Benachbarte Orte sind bzw. waren (von Nord nach West): Westhausen, Luhnshammer, Neuwerk, Sellscheid, Neuenhof, Oberburg, Unterburg und Wiesenkotten.

## Geschichte

### Hammerwerke, Eisengießerei
Burgtal ist ein jahrhundertealter Gewerbe- und Industriestandort innerhalb der Freiheit Burg. Im 17. Jahrhundert gab es dort am Eschbach bereits eine Walkmühle zur Herstellung von Burger Tuchen. Nach verschiedenen Umnutzungen errichtete Franz Arnold Hasenclever 1777 im Ort einen neuen Hammer, der im Jahr darauf durch ein weiteres Hammerwerk ergänzt wurde. Dadurch entstand der später gebräuchliche Ortsname Neuenhämmer. Bis 1829 entstanden noch zwei weitere Hammerwerke, in denen Sensen produziert wurden.
Anstelle der alten Hämmer errichteten dann 1843 Josua Hasenclever und Rudolf Burlage in Burgtal Eisengießerei Hasenclever, Burlage und Co. Diese Gießerei war eine der bedeutendsten Schauplätze der Revolution von 1848/1849 im Raum Solingen. Im Revolutionsjahr 1848 entlud sich der Zorn verarmter Industriearbeitern des Kreises Solingen an der Gießerei. Sie wurde von dem wütenden Mob gestürmt und vollständig zerstört. Im Jahre 1853 wurde die Anlage durch den Remscheider Fabrikanten Arnold Schröder als Maschinenfabrik und Eisengießerei wieder aufgebaut und bis 1930 als solche genutzt. Im Jahre 1938 wurde die Fabrik von der Kugelfabrik Schulte übernommen, die dort Rollen für Möbel und Kugellager produzierte.:12
Die historische Fabrikanlage wurde mitsamit der Direktorenvilla und der Wehranlage des dahinter verlaufenden Eschbachs im Jahre 1984 in die Denkmalliste der Stadt Solingen eingetragen.
Der Fabrikkomplex wird seit 2013 von zwei Remscheider Unternehmern als Veranstaltungsstätte unter den Namen Alte Schlossfabrik betrieben.

### Wohnplatz
In dem Kartenwerk Topographia Ducatus Montani von Erich Philipp Ploennies, Blatt Amt Bornefeld, aus dem Jahre 1715 ist der Ort ohne Namen verzeichnet. Die Topographische Aufnahme der Rheinlande von 1824 verzeichnet den Hammer ohne Namen, die Preußische Uraufnahme von 1844 verzeichnet ihn als Fabrik benannt. In der Karte Stadt- und Landkreis Solingen des Landmessers August Hofacker von 1898 ist der Ort als Burgthal verzeichnet.
Burgtal gehörte nach Gründung der Mairien und späteren Bürgermeistereien zur Bürgermeisterei Burg, die im Jahre 1856 das Stadtrecht erhielt. Im Jahr 1816 ist der als Neuenhammer bezeichnete Ort mit 12 Einwohnern eine der damals sieben Ortslagen der Bürgermeisterei Burg. Im Jahr 1832 ist der als Neuenhammer bezeichnete Ort mit 14 Einwohnern eine der damals neun Ortslagen der Bürgermeisterei. 1864 wird er als Burgthal bezeichnet und zählt 36 Einwohner. 1970 zählt der Ort Burgtal 23 Einwohner.:1
Im Zuge des Düsseldorf-Gesetzes wurde Burgtal zum 1. Januar 1975 mit der Stadt Burg an der Wupper in die Stadt Solingen eingemeindet.